# European Tournament for Dancing Students

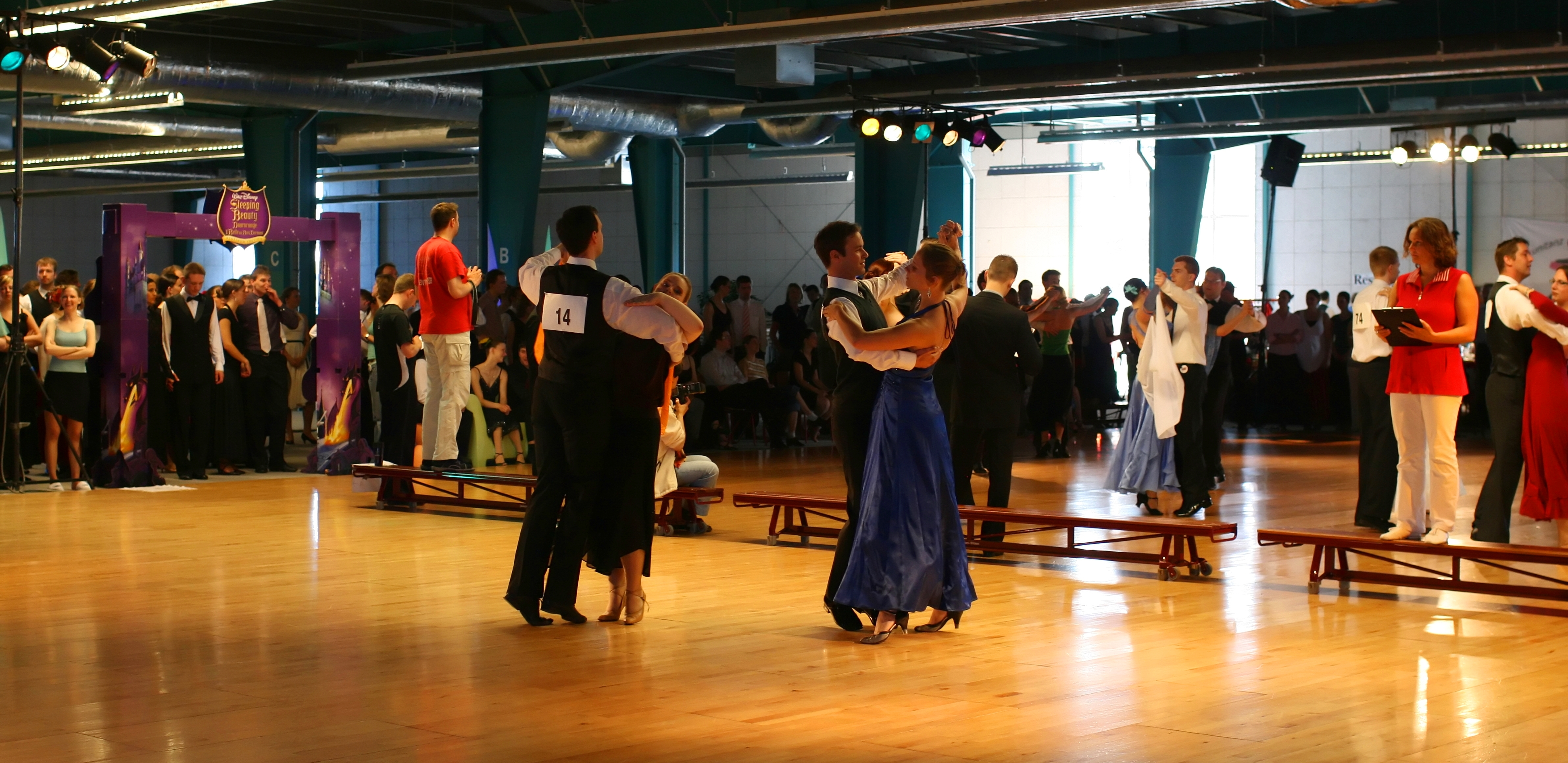
Het 41e ETDS in Groningen

Het European Tournament for Dancing Students of ETDS is een toernooi voor stijldansende studenten uit Europa.

## Algemeen
Het toernooi vindt twee keer per jaar plaats en wordt met Pinksteren en in de herfst gehouden. Het toernooi begint op vrijdagavond en duurt tot maandagmorgen. De opbouw van het ETDS is iedere organisatie gelijk: op vrijdagavond vindt het blind date programma plaats, waar partnerloze deelnemers een passende partner kunnen proberen te vinden. Op zaterdag vindt de ballroom-wedstrijd voor de breitensport (brede sport, zie regels) plaats en de Latijns-Amerikaanse-wedstrijd voor de open klasse, en op zondag vice versa. Op zondagavond of maandagmorgen gaat iedereen weer naar huis.
Het toernooi wordt beurtelings georganiseerd door de stijldansverenigingen van de participerende universiteiten. Het toernooi vindt plaats in de stad van de organiserende universiteit en vindt zodoende ieder halfjaar ergens anders plaats. Tot dusver is het toernooi bijna altijd in Duitsland of Nederland georganiseerd, behalve de 54ste editie, die was in Brno, Tsjechië.
Bij het ETDS ligt de nadruk niet alleen op het neerzetten van een sportieve prestatie, maar wordt ook geprobeerd een sociaal evenement te creëren waar alle dansers uit Europa kennis met elkaar kunnen maken. Dit wordt gestimuleerd door de mogelijkheid om te blind daten en door een themafeest en het gala die respectievelijk de zaterdag- en zondagavond van het evenement georganiseerd worden.
De drie overnachtingen vinden vaak plaats in gymzalen.

## Geschiedenis
Het ETDS is ontstaan uit een overeenkomst tussen de universiteiten van Clausthal, Braunschweig en Kiel. Om elkaar beter te leren kennen organiseerden deze drie Duitse universiteiten enkele malen een danstoernooi. Dit gebeurde toen nog niet op regelmatige tijdstippen zoals nu, maar sporadisch. Toen het allereerste toernooi georganiseerd werd in Braunschweig kon door het relatief lage aantal deelnemers makkelijk gezorgd worden voor slaapplekken.
In november 1990 werd de trofee van het toernooi geïntroduceerd, die nog steeds ieder toernooi meereist: Der Tanzmaus, een knuffel van een muis. De Tanzmaus werd gedoneerd door de universiteit van Kiel en werd als eerste gewonnen door Clausthal. In december 1991 vond een sinterklaastoernooi plaats. Het toernooi kreeg meer en meer deelnemers en ook een Berlijns paar nam deel aan het toernooi, won de Tanzmaus en beloofde de organisatie van een van de aankomende toernooien op zich te nemen. In dit toernooi was er nog geen splitsing in amateurs en profis zoals later het geval zou zijn, maar dansten alle breitensporters in dezelfde klasse.
In april 1992 vindt het toernooi plaats in Clausthal. Aan dit toernooi neemt Dortmund voor het eerst deel. Enkele toernooien later volgen Ulm en Marburg. In 1993 organiseert zoals beloofd de Universiteit van Berlijn het toernooi, nog steeds zonder splitsing in amateurs en profis. In het daaropvolgende toernooi in de lente van 1994 nemen vijftien universiteiten uit Duitsland en voor het twee Nederlandse universiteiten deel aan het evenement. Nieuw zijn Main, Geisenheim, Kaiserslautern, Delft en Eindhoven.
In de herfst van 1994 waren er zoveel deelnemers dat er problemen ontstonden tussen de organisatie en de gemeente van Kiel. Hierdoor kon het toernooi 5 jaar niet in Kiel plaatsvinden. In de wedstrijd die gehouden werd in de lente van 1995 werd voor het eerst de breitensport gesplitst in amateurs en profis, en neemt Leipzig deel aan het evenement.
In de herfst van 1995 vindt het evenement voor het eerst plaats in Nederland doordat Footloose uit Eindhoven het evenement organiseert. Hier voegt voor het eerst Groningen zich bij de deelnemers. Vanaf toen werd het evenement met de huidige regelmaat georganiseerd door de verschillende deelnemers.
Rond 2003 werd in de breitensport een extra klasse masters toegevoegd, om te compenseren voor het nog altijd toenemende aantal deelnemers. De breitensport heeft nu drie klassen: amateurs, profis en masters.
Een nieuw deelnemersrecord werd gehaald tijdens ETDS dat werd gehouden van 29 mei tot 1 juni 2009 in Groningen. Dit ETDS was het 41e ETDS en trok 535 deelnemers. Vanwege het grote aantal deelnemers werd voor het eerst een vierde klasse toegevoegd: naast de amateurs, profis en masterklasse was er nu tevens de championsklasse.
De interesse voor het ETDS toernooi blijft nog stijgen, en het laatste toernooi in Enschede trok 570 deelnemers. Inmiddels is het ETDS 47 maal georganiseerd. In oktober 2012 zal het 48e ETDS georganiseerd worden in Nijmegen. Het 49e toernooi is gepland om plaats te vinden in Trondheim (Noorwegen). Daarmee zou dit het eerste toernooi zijn wat niet door Nederland of Duitsland georganiseerd wordt.

## Regels
Elke ETDS-organisatie mag haar eigen regels vastleggen. Gebruikelijk is om kledingvoorschriften en de berekening van de punten voor de Tanzmaus vast te leggen. Omdat het belang dat gehecht wordt aan de sociale dan wel sportieve kant van het toernooi per organisatie verschilt, zijn ook de regels per toernooi verschillend. Desondanks zijn er een aantal regels die ieder evenement gelden:
- Structuur

Dansers kunnen zich inschrijven voor twee disciplines: de open klasse en de breitensport. In de breitensport mogen geen professionele dansers meedansen. In beide disciplines wordt een ballroom en Latijns-Amerikaanse wedstrijd gehouden. In de breitensport vindt een voorronde plaats, waardoor de deelnemers ingedeeld worden in de klassen amateur, profi of master. De andere rondes volgen het afvalprincipe totdat de finale is bereikt: paren die genoeg crosses krijgen, gaan door. In de finale vindt vaak een open jurering plaats; ieder jurylid bepaalt na iedere dans de rangorde van de paren.
- Dansen

In de voorrondes worden in de Ballroom slechts de quickstep, Engelse wals en tango gedanst. In de Latin zijn dit de chachacha, de rumba en de jive. In de open klasse of (halve) finales komen hier respectievelijk de Weense wals en slowfox of samba en paso doble bij.
- Jury

De juryleden bestaan uit vrijwilligers van de verschillende participerende universiteiten, die zelf niet in de beoordeelde klasse meedansen. Juryleden worden geselecteerd op basis van diploma's, jureringservaring en in welke klasse ze dansen bij een dansbond.
- Blind daten

Een blind date paar bestaat uit twee dansers uit verschillende universiteitssteden. In de open klasse is blind-daten meestal verplicht. In de breitensport wordt het gestimuleerd door het blind-date programma op de voorafgaande vrijdag en kan een blind-date paar soms meer punten verdienen dan een gewoon paar voor de Tanzmaus.
- Deelnemers

Ieder lid van een studentenstijldansvereniging mag deelnemen aan het ETDS onder de vlag van zijn of haar universiteit of dansvereniging. Wanneer iemand volgens deze regeling eenmaal is toegelaten tot het ETDS mag deze persoon ook wanneer hij/zij geen lid meer is van de studentendansvereniging aan het ETDS blijven participeren.

## Deelnemers
Iedere Europese dansvereniging kan vanuit een universiteit deelnemen aan het toernooi. In de praktijk komt de meerderheid van de deelnemende dansers uit Duitsland, een kleiner deel uit Nederland en zo nu en dan enkele dansers uit Engeland, Zwitserland, Estland en andere naburige landen.
Zowel studenten als medewerkers van universiteiten (en in enkele gevallen van hogescholen) mogen deelnemen aan het ETDS. 

### Deelnemende Duitse steden
De volgende Duitse stijldansverenigingen nemen meestal deel aan het toernooi:
- Aken
- Berlijn
- Braunschweig
- Clausthal
- Dortmund
- Frankfurt
- Geisenheim
- Kaiserslautern
- Kehl
- Kiel
- Leipzig
- Main
- Marburg
- Ulm

### Deelnemende Nederlandse steden
- Amsterdam (onder andere vanuit S.D.V. AmsterDance)
- Delft (onder andere vanuit D.S.D.A. Blue Suede Shoes)
- Eindhoven (onder andere vanuit ESDV Footloose)
- Enschede (onder andere vanuit D.S.V. 4 Happy Feet)
- Groningen (onder andere vanuit SDV The Blue Toes)
- Leiden (onder andere vanuit S.D.A. Leidance)
- Maastricht (onder andere vanuit M.S.D.V. Let's Dance)
- Nijmegen (onder andere vanuit SDVN Dance Fever)
- Rotterdam (onder andere vanuit Erasmus Dance Society)
- Utrecht (onder andere vanuit U.S.D.V. U Dance)